# Un an après
 (avril 2018).
Un an après est un roman autobiographie de l'écrivaine Anne Wiazemsky, paru aux éditions Gallimard en janvier 2015.

## Résumé
Ce livre fait suite à Une année studieuse, poursuivant la narration de Anne Wiazemsky sur sa relation avec le cinéaste Jean-Luc Godard, les événements de Mai 68...

## Adaptation cinématographique
En 2017, le récit de Un an après est adapté au cinéma, dans le film Le Redoutable réalisé par Michel Hazanavicius. Les rôles principaux seront joués par Louis Garrel et Stacy Martin qui incarnent respectivement Jean-Luc Godard et Anne Wiazemsky. 

## Édition
- Anne Wiazemsky, Un an après, éditions Gallimard, 208 pages, 2015.
- Anne Wiazemsky, Un an après,  Folio poche, 240 pages, 2016.

## Adaptation cinématographique
- Le Redoutable, Michel Hazanavicius, 2017